# 居民委员会
居民委员会，简称“居委会”，或“社区居民委员会”、“社区居委会”，为中国大陆城镇地区基层群众性自治组织，地位相当于农村的村民委员会。除辖区人口为非农业居民，与村民委员会最大的不同是后者还是农村集体经济组织，而前者并没有这项功能，这里的农村集体经济组织是“人合”组织，所有成员包括幼儿都具有平等的产权。

## 性质
1954年12月31日第一届全国人民代表大会常务委员会第四次会议一揽子讨论通过了《城市街道办事处组织条例》和《城市居民委员会组织条例》，以法律的形式确认了市、区两级人民政府及其派出机关街道办事处和居民委员会、居民小组架构、名称和性质，“城市居民委员会”性质是“群众自治性居民组织”。
1989年《中华人民共和国城市居民委员会组织法》沿袭了这一性质，并明确其自治体现在居民的“自我管理、自我教育、自我服务、自我监督”，被称为“四个自我”。该法律名称中的“城市”，是指不设区的市、市辖区。该法第二十一条规定：
本法适用于乡、民族乡、镇的人民政府所在地设立的居民委员会。
虽然法例列明居委会是属于基层群众性自治组织，实际上是受到上级政府领导，但是又并未拥有可以独立处理社区事务的权力。居委会组织法第二条第二款就规定：不设区的市、市辖区的人民政府或者它的派出机关对居民委员会的工作给予指导、支持和帮助。也就是说，县级市人民政府、区人民政府或者它们的派出机关即街道办事处，对居委会有指导、支持、帮助的责任。乡镇人民政府对所辖居委会也有类推的责任。
2010年8月26日，中央办公厅国务院办公厅转发《关于加强和改进城市社区居民委员会建设工作的意见》（中办发〔2010〕27号），更建议社区中共组织按照民主程序将不参与选举的社区组织负责人推选为居民选举委员会主任，而且进一步将社区居委会的工作经费、人员报酬以及服务设施和社区信息化建设等项经费纳入财政预算。
居委成员生活补贴费本来就由政府拨付，并有规定可由居委会经济收入补助。此次《意见》更明确，社区居委会成员、社区专职工作人员报酬问题由县级以上地方人民政府统筹解决，其标准原则上不低于上年度当地平均工资水平。《意见》还表示社区居委会成员和社区专职工作人员按国家有关规定可以参加基本养老、失业、基本医疗、生育、工伤保险，有条件者还可享受住房公积金待遇。而《意见》有表明街道办持有的银行户口会承担社区居委会工作经费的调动，实行专款专用，分账核算等。
居委成员薪酬福利均由政府负担，等同政府公务人员，已更明确居委会完全属于政府附属机构，居民自治功能实质难谈运行。
其实中国的社区大部分居委会、村委会严格意义上并没有达到民主选举，大多数居民并未有参与选举或者有正常的选举流程，而居委会也一贯是中共在基层实行监督民众、宣传中共政策的执行机构，只是在名义上说由居民选举的。

## 历史
中国的居民委员会出现于50年代。其前身是民国时期的保甲体制。
1948年10月22日，中共郑州市工委废除旧的镇、保、甲组织形式，设区民主政府，辖15个街公所。1949年3月叶剑英主持制定了北平市《关于废除伪保甲制度建立街乡政府初步草案》，规定城区过渡阶段建立区政府、街政府、闾或居民小组。石家庄和武汉也建立了街政府。1949年4月刘少奇天津讲话要求压缩城市行政层级，“街政府”被撤销，各地出现居民行政大组、街居民代表委员会或坊人民代表会议等，杭州、上海、天津、唐山、宁波、嘉兴、德清、福州、长沙、零陵、黔阳、衡阳、桂林、梧州、广元等少数城市萌生建立居民委员会的打算。
1949年10月23日，诞生在浙江省杭州市上城区的上羊市街居民委员会被认为是首个出现在中国大陆的居委会组织。当时居民委员会的出现，是为了有效管理城镇地区的社会无业人员。
1950年6月1日上海市正式废除保甲制度，成立各区人民政府、区公安分局及派出所。但里弄基层组织仍然处于摸索、试点阶段，但达成共识：里弄基层组织应马上建立，但不宜称为一级基层政权，基层干部不应委派，应以民主集中制选举产生。1950年7月15日至8月5日在北京召开第一次全国民政工作会议，中央内务部部长谢觉哉做《关于人民民主建政工作报告》，关于城市基层建政问题仍无定论。1951年6月14日，上海市民政局正式发出《改变里弄组织形式的通知》要求各区在冬防队基础上改编为日常福利安全组织——里弄居民委员会。1952年6月华东军政委员会召开民政工作会议，专门把建立城市居民委员会作为一项重要议题。1952年7月8日，华东军政委员会发出了《关于十万人口以上城市建立居民委员会试行方案（草案）》，要求“内部掌握试行，以便取得经验再加修正”。
时任北京市市长彭真后来回忆，“早在五十年代初期，有一次毛主席在天安门看游行时跟我说，要把城市里的各种人都组织起来。由于那时条件不成熟，又缺少经验，在1954年先确定在四五百户范围内建立派出所。至于居民委员会怎么搞、居民代表会怎么开，当时还未来得及深入研究。”根据毛泽东的指示，彭真通过内务部做了深入调研，1953年向毛泽东并中共中央递交了一份《报告》，建议在各城市区以下和不设区的市以下，同时建立两个组织，即“城市街道办事处”和“城市居民委员会”；“街道的居民委员会必须建立，它是群众的自治组织，不是政权组织，也不是政权在下面的腿。”
90年代以前，居民委员会辖区的范围普遍较小，进入21世纪后，随着2000年鼓励居民委员会合并组建社区的政策的出台，各地陆续开始居民委员会合并或行政村与社区的合并，合并以后的区域，称为“社区”，其人口仍为城镇非农业人口为主，管理机构为“居民委员会”或“社区居民委员会”，但管辖范围扩大，职能也有所调整，增加了很多社会福利工作，如最低生活保障、社会保障等。
2018年12月29日，十三届全国人大常委会第七次会议，表决通过修改城市居民委员会组织法的决定，居民委员会每届任期五年，其成员可以连选连任。

## 辖区规模
根据其居民委员会组织法的规定（居民委员会现指社区），规模一般在100-700户。至2005年，大陆全境绝大多数地区特别是大城市、经济发达地区，撤并之后规模扩大了一倍；通常约为农村地区一个行政村的人口接近。2005年，大中城市约为5千人或以下；建制镇的社区，人口大多超过1千人。随着村级区划的调整，人口规模由之前的1000-2000调整到2000-4000人，人口密度较大的发达地区、大中城市平均达到4000-5000人。

## 管理机构和工作人员
居民委员会由由主任、副主任和委员共五至九人组成。每届任期五年。居民委员会决定问题，采取少数服从多数的原则，也就是说居委会主任不具有“行政首长负责”权力。可以根据需要设人民调解、治安保卫、公共卫生等委员会。居民委员会可以分设若干居民小组，小组长由居民小组推选。 居民委员会的工作经费和来源由上级政府规定和拨付。
居委会主任和居民委员通过选举产生。选举方式可由居民、居民户代表或者居民小组推举的代表过半数出席，由出席人的过半数通过。居民会议由十八周岁以上的居民组成。 但其候选人多为上位政府提名产生。因居民委员会在整个城市管理中实际权限非常有限，及城镇居民社区凝聚力不足和对政治参与度低等多种因素的影响，所以一直以来，居委会主任和委员选举的实际投票率一直不高，每逢选举，基层工作人员都需要通过各种方式保证投票率在观感上的体面。
居委会的全职工作人员通常各分管一项或多项领域，称为“专幹”（专门干事），如计划生育专幹，治安专幹，低保专幹、社保专幹等。除委员外的其他工作人员是通过公开招聘的方式进行，但招聘者并不是居民委员会，通常是市（区）政府。近年来，各地有感于大学生毕业之后的就业压力，及基层社区确实工作人员老化严重的现实，遂纷纷专设“主任助理”一职提供给年轻的大学毕业生。
居民委员会之下依居住情况被编为若干居民小组，居民小组管辖的人口300～600人，负责人称为“组长”（居民楼往往是以楼门（单元）为单位设居民小组，有的也称“楼栋长”）。中国共产党在每个居民委员会设立党的支部组织，个别辖区人口众多的居民委员会设立党总支。

## 指导机关
不设区的市（县级市）、市辖区人民政府或其派出机关（街道办事处）对居民委员会的工作给予指导、支持和帮助。居民委员会协助不设区的市、市辖区人民政府或其派出机关开展工作。

## 任务
现行《中华人民共和国城市居民委员会组织法》（1990年1月1日起施行）第三条规定，居民委员会的任务为：
1. 宣传宪法、法律、法规和国家的政策，维护居民的合法权益，教育居民履行依法应尽的义务，爱护公共财产，开展多种形式的社会主义精神文明建设活动；
2. 办理本居住地区居民的公共事务和公益事业；
3. 调解民间纠纷；
4. 协助维护社会治安；
5. 协助人民政府或者它的派出机关做好与居民利益有关的公共卫生、计划生育、优抚救济、青少年教育等项工作；
6. 向人民政府或者它的派出机关反映居民的意见、要求和提出建议。
7. 居民委员会应当开展便民利民的社区服务活动，可以兴办有关的服务事业。